# Partit de la Nacion Occitana
O Partit Nacionalista Occitan, mais simplesmente, "PNO" (em português: Partido Nacionalista Occitan) é um partido político de Occitânia, fundada em 1959 por François Fontan (1929-1979). O nome atual é "Partit de la Nacion Occitana" (em português: "Partido da Nação Occitana").

## François Fontan e etnisme
Autor de "Ethnisme" (em português: "Etnisme"), François Fontan argumenta que a língua indica a nação. Assim, o nacionalismo occitano refere-se o Felibritge de Frédéric Mistral, que desde a segunda metade do século XIX, trabalhou para o reconhecimento da língua occitana  na parte Sul da França: antes disso, la lenga d'òc era apenas considerado como uma forma degenerada de francês ("patois"). Então, a consciência nacional occitana despertou pela constatação da existência no Sul da França de uma língua vernácula diferente da língua oficial, o Francês "acadêmico". Com esta base étnica, Fontan tentou proclamar (sem sucesso) uma República Occitana pela primeira vez em Agen em 1948.

## A bandeira Occitana

A bandeira da nação Occitana

A Cruz de Toulouse (armas dos Condes medievais de Toulouse) é usada para simbolizar a região Sul da França da Occitânia. Para a bandeira nacional Occitana, François Fontan propõe associar uma estrela com 7 pontos, referência ao Felibritge que já usou esse símbolo ("Lo Lugarn"), com esta figura emblemática "7" para os 7 poetas occitanos "Felibres" fundadores desse movimento. Em cima, Occitânia está também dividida em 7 condados históricos: Guiena, Gasconha, Provença, Delfinado, Auvérnia, Limusino, Languedoc.

## A ação política
O PNO participou nas eleições municipais de Fraisse em os Vales Occitanos da Itália em 1978. 

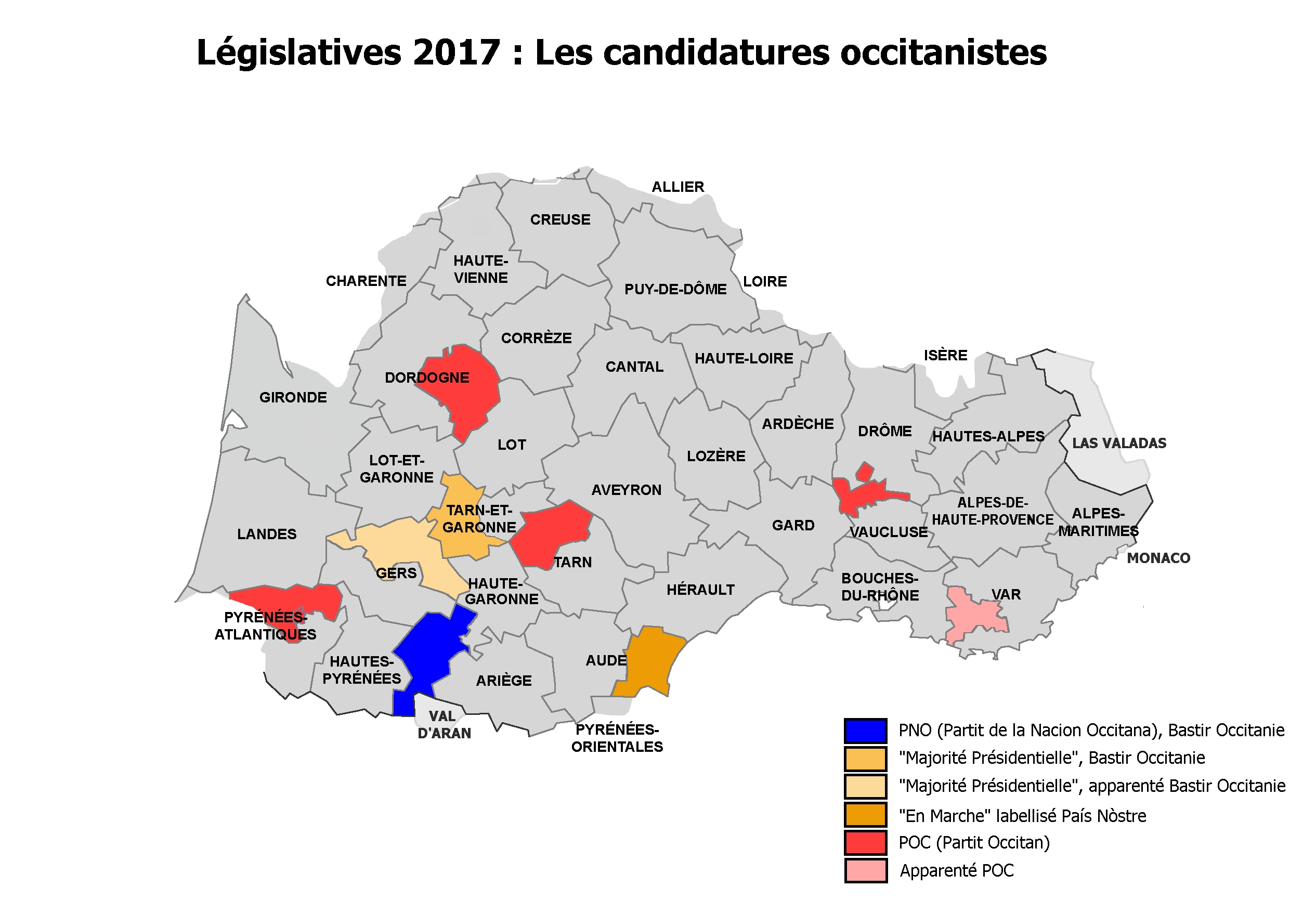
Occitanists eleições legislativas de 2017

Na França, em 1974, o PNO apoiou a candidatura do federalista Guy Héraud para presidente da República Francesa: com seu amigo François Fontan, Guy Héraud é co-téhoricien do etnisme. O PNO candidataram também nas eleições parlamentares de 1986, as eleições regionais de 2004 (região administrativa francesa "Languedoc-Roussillon"), as eleições cantonais de 2011, as eleições municipais de 2014 (com o movimento "Bastir!"), a eleições europeias de 2015 (lista "Occitânia, para uma Europa dos Povos"), as eleições departamentais (cantonais) de 2015 no departamento de Gers (aliança "Livres e Independentes" com centristas do "Frente Democrático" e os ambientalistas do "Rassemblement Eco-Citoyen"), as eleições regionais de 2015 (região administrativa Francesa "Languedoc-Roussillon-Midi-Pyrénées", atualmente "Occitanie") com na cooperativa política "Le Bien Commun" (O Bem Comum) do verde MP Christophe Cavard. Nas eleições parlamentares de 2017, o PNO apresentou o 8º distrito "Comenge e Savés" da Alto Garona uma candidatura conjunta com o movimento "Bastir Occitânia" (o ex-Bastir!).
Regularmente presente na cena política na França, na ausência de alianças, os resultados eleitorais dos nacionalistas Occitans continuam a ser muito baixo: 0.08% para o federalista Guy Héraud en 1974, 1.27% para a lista regionalista do Christian Lacour as eleições regionais em 2004, 0.79% para a candidatura occitanista do PNO nas eleições parlamentares de 2017.

## O movimento dos agricultores de janeiro de 2024
O PNO apoia sistematicamente as ações militantes dos agricultores da Occitânia. Assim, em 21 de janeiro de 2024, o PNO publicou um comunicado de imprensa no qual apelava nomeadamente à participação na manifestação camponesa de 22 de janeiro em Agen.

## Ver também

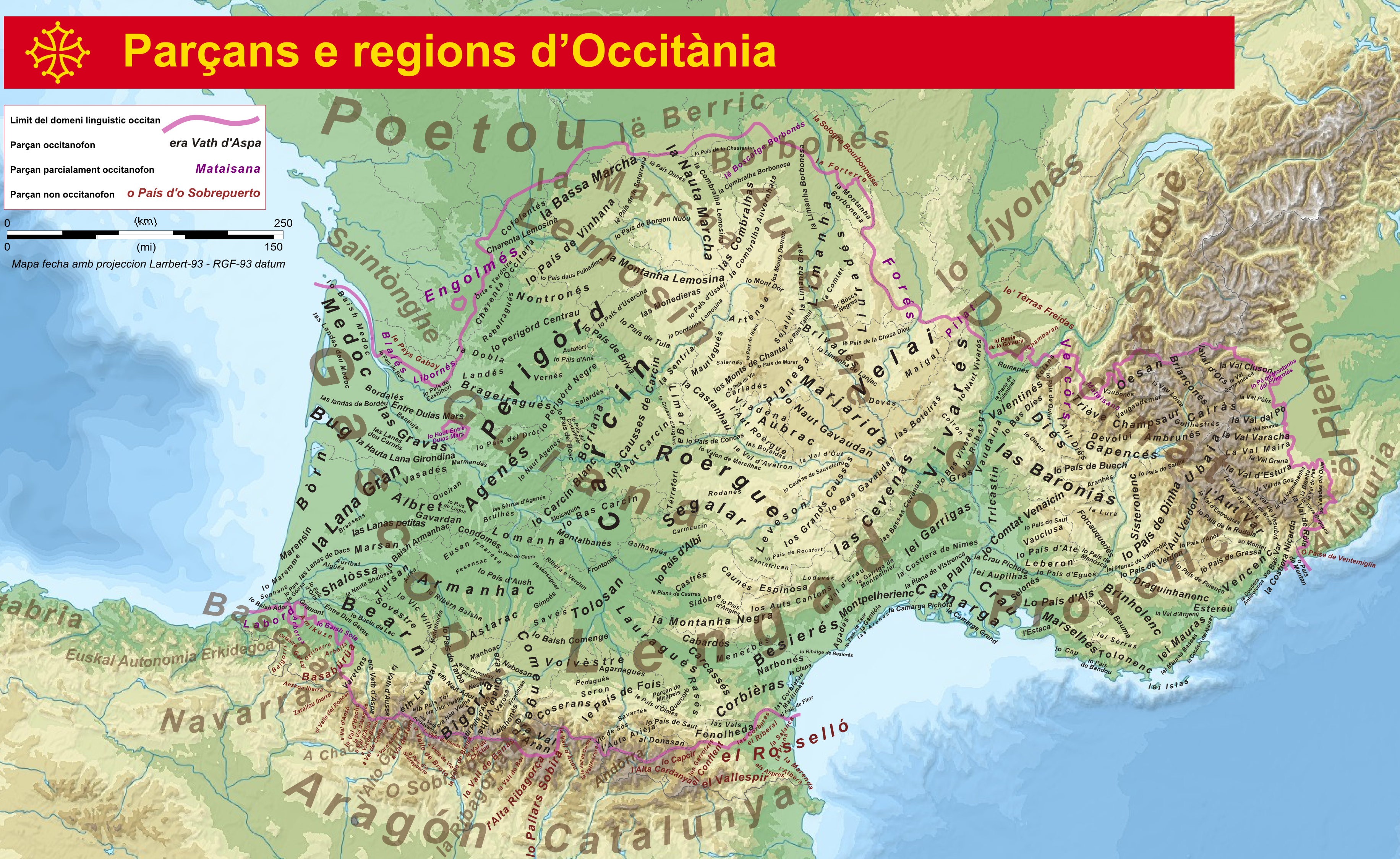
Mapa da Occitânia